# Império Galáctico (série)
A série do Império Galáctico (também conhecida como Trilogia do Império) é uma sequencia de ficção científica, dos três primeiros romances de Isaac Asimov e posteriormente estendida através de um conto. Todas estão conectadas através de uma linha temporal que permeia seus principais trabalhos tornando cronologicamente as histórias do Império Galáctico prolegômenos do Universo da Fundação.
A série do Império Galáctico trata da ascensão do Império e está localizada posteriormente a Série dos Robôs e anteriormente a Série Fundação.

## Integrantes da Série
A Série Império em ordem cronológica interna:
1- Poeira de Estrelas (The Stars, Like Dust) - 1951
2- As Correntes do Espaço (The Currents of Space) - 1952
3- Pedra no Céu / 827 Era Galáctica (Pebble in the Sky) - 1950 [Primeiro romance de Asimov]
4- Beco Sem Saída (Blind Alley) - 1945 [Conto ambientado entre as séries Robôs e Fundação]  
Publicado no Brasil na coleção de contos intitulada O Futuro Começou (The Early Asimov) - 1972  
(No entanto, Asimov declarou em 1988 na "Nota do Autor" ao Prelúdio à Fundação que o livro nº 6 era "As Correntes do Espaço" (1952), e que este era "o primeiro de meus romances Império", e que o livro nº 7 foi "The Stars, Like Dust" (1951), que foi "o segundo romance do Império.")  

## Histórico de Publicação
Os três livros da Série Império: Pedra no Céu, 1950, Poeira de Estrelas, 1951 e As Correntes do Espaço, 1952, foram os três primeiros romances de Isaac Asimov publicados em seu nome. "As Cavernas de Marte" (David Starr Space Ranger) apesar de anterior foi publicado sob o pseudônimo Paul French, e as estórias de Fundação eram coleções de contos interligados, em vez de romances contínuos.

### Pebble in the Sky
Pedra no Céu foi originalmente escrito no verão de 1947 sob o titulo "Grow Old with Me" (Envelhecer Comigo), para a revista pulp "Starling Stories" ( a Starling Stories foi publicada entre 1939 até 1955 pela editora  Ned Pines' Standard Magazines ), após o editor Sam Merwin Jr. pedir para Asimov escrever um romance de 40 mil palavras para a revista. 
O titulo foi uma citação errada do poema "Rabbi ben Ezra" de Robert Browning. 
O poema inicia:
Grow old along with me! The best is yet to be [...]"
Enquanto Asimov cita como "Grow Old With Me". Estas primeiras linhas do poema foram incluídas no final do romance.
A estória foi rejeitada pela revista pela mesma ser mais focada em aventura do que na ficção cientifica, apesar do romance ter sido encomendado pelo editor como um experimento do gênero. Após a primeira rejeição Asimov leva  texto ao se editor de costume John W. Campbell, que também a rejeita. Em 1949 Walter I. Bradbury, editor da editora Doubleday aceita publicar a estória de Asimov através da indicação de Frederik George Pohl Jr. , com a condição de que fosse ampliada para 70 mil palavras e o titulo fosse mudado para algo mais ligado a ficção cientifica. A estória acaba sendo publicada em janeiro de 1950 sob o titulo "Pebble in the Sky' (Pedra no Céu).  A estória "Grow Old With Me" foi posteriormente publicada em sua forma original junto com outros rascunhos de estórias em em The Alternate Asimovs em 1986.

### The Stars, Like Dust
Poeira de Estrelas foi publicado originalmente com o titulo Tyrann (Tirano, do alemão)  através de uma série de janeiro até março de 1951 na revista "Galaxy Science Fiction", que saia no "Formato Pato" ou Formatinho, sendo publicado como romance pela Doubleday no final do mesmo ano.
A primeira edição brochura, saiu juntamente com "An Earth Gone Mad" de Roger Dee, em uma edição única pela editora Ace Books, o titulo foi renomeado de "The Stars, Like Dust" (Poeira de Estrelas) para "The Rebellious Stars" (As Estrelas Rebeldes) sem o consentimento de Asimov. 
O romance foi reimpresso juntamente com a "Trilogia Fundação" (Foundation Trilogy), "O Sol Desvelado" (The Naked Sun) e "Eu, Robô" (I, Robot) em uma edição de capa dura de trabalhos selecionados pela editora Littlehampton Book Services em 1982.

### The Currents of Space
As Correntes do Espaço foi originalmente publicado através de uma série na revista Astounding Science Fiction entre outubro e dezembro de 1952, posteriormente publicado em forma de romance pela Doubleday no mesmo ano.

### Blind Alley
Beco Sem Saída é um conto publicado antes de todos os romances. Escrito em 1944 foi aceito pelo editor John W. Campbell e publicado na revista Astounding Science Fiction em março de 1945. Beco Sem Saída foi antologizado por Groff Conklin em The Best of Science Fiction, sendo esta a primeira das estórias de Asimov a ter sido reimpressa, e foi posteriormente incluída em The Early Asimov 1972, The Asimov Chronicles 1989 e no volume 2 de The Complete Stories 1992.
Nunca foi publicado junto com os romances, como é conectado apenas cronologicamente durante o Império Galáctico, após as histórias da Série dos Robôs e antes da Série da Fundação.

Os livros foram reimpressos várias vezes como uma trilogia e também muitas vezes separadamente. 

## Temas
Essas estórias se passam no mesmo futuro da série Fundação, que havia aparecido nas revistas pulp a partir de 1942. A ligação entre as estórias é efêmera, elas estão apenas vagamente conectadas entre si, cada uma sendo uma história completa em si mesma. Seus principais pontos comuns são a ideia de Asimov de um futuro Império Galáctico, certos aspectos da tecnologia - hiperdrive, pistolas blaster, "chicotes neurônicos", a possível invenção do "Visi-Sonor" - e locais específicos, como o planeta Trantor. 
Outra conexão foi posteriormente estabelecida com Robôs e Império (Robots and Empire), onde Asimov conta como a Terra se tornou radioativa, conforme mencionado em todos os três romances. Algumas fontes reforçam este argumento, afirmando que Poeira de Estrelas (The Stars, Like Dust) ocorre cerca de mil anos após os eventos de Robôs e Império (Robots e Empire).  Além disso, o calendário usado em naves espaciais em Poeira de Estrelas é o mesmo em Robôs da Alvorada.
O conto "Beco Sem Saida" (Blind Alley) é a única história ambientada no universo da Fundação a apresentar inteligência de origem não humana; Fundação e Terra (Foundation and Earth) apresenta inteligências não humanas (de Solaria e Gaia), mas elas são descendentes ou criadas por humanos. 
Mais tarde, Asimov os integrou em sua abrangente série Fundação (Foundation). Alguma contorção foi necessária para explicar como os robôs da Série Robôs estão quase ausentes dos romances do Império Galáctico. Na realidade, isso ocorre porque Asimov escreveu os contos originais dos Robôs e da Fundação como séries separadas.

## Unindo A Série Império Com Outras Séries de Asimov
Asimov publicou um livro infantil intitulado "The Heavenly Host" em 1975, que preenche a lacuna entre a Série Robôs e a Série Império. Uma versão mais curta dessa história foi publicada pela primeira vez na revista Boys 'Life, em dezembro de 1974.
The Heavenly Host acontece quando os humanos estão "se espalhando por centenas de milhares de mundos." Cronologicamente, isso colocaria The Heavenly Host depois de Robôs e Império (Robots and Empire) e antes de Poeira de Estrelas (The Stars, Like Dust). No entanto, como este é um livro infantil e envolve uma espécie inteligente não humana, não se encaixa perfeitamente no universo Robô / Império / Fundação, de Asimov, no qual os humanos são a única espécie inteligente na galáxia.
Asimov posteriormente integrou a Série Robôs em sua série Fundação, fazendo R. Daneel Olivaw aparecer novamente vinte mil anos depois na era do Império Galáctico, em sequelas e prequelas da trilogia Fundação original; e no último livro da série Robôs - Robôs e Império - aprendemos como os mundos que mais tarde formaram o Império foram colonizados e como a Terra se tornou radioativa (o que foi mencionado pela primeira vez em Pedra no Céu).
Poeira de Estrelas afirma explicitamente que a Terra é radioativa por causa de uma guerra nuclear. Asimov mais tarde explicou que a razão dentro do universo para essa percepção foi que ela foi formulada pelos terráqueos muitos séculos depois do evento, e que se tornou distorcida devido à perda de grande parte de sua história planetária. 
Poeira de Estrelas é geralmente considerado como parte da Série Império, mas não menciona diretamente Trantor ou os mundos Espaciais. Um personagem é visto com um visi-sonor, o mesmo instrumento musical tocado pelo palhaço Magnifico em Fundação e Império. Com base nos detalhes do romance, como a Terra ainda sendo habitável e a ausência de um governo galáctico unificado, provavelmente cairia durante a formação inicial do Império (antes de se expandir para abranger a galáxia).

## Os Romances de Asimov Ambientados No Universo DeRobôs/Império/Fundação
O prefácio de Prelúdio à Fundação contém a ordem cronológica dos livros de ficção científica de Asimov. Asimov afirmou que os livros de sua Série Robôs, Império e Fundação "oferecem uma espécie de história do futuro, que talvez não seja completamente consistente, já que eu não planejei consistência para começar". Asimov também observou que os livros em sua lista "não foram escritos na ordem em que (talvez) deveriam ser lidos".
Os seguintes romances estão listados em ordem cronológica por narrativa:
1. Eu Robô / I, Robot (1950)[11] - Um romance autônomo de concerto (fix-up - Uma correção (ou correção) é um romance criado a partir de vários contos de ficção que podem ou não ter sido inicialmente relacionados ou publicados anteriormente.) contendo 9 contos sobre robôs.
2. O Homem Positrônico / The Positronic Man (1992)[16] - Um romance autônomo co-escrito com Robert Silverberg, baseado na noveleta de Asimov de 1976 O Homem Bicentenario, "The Bicentennial Man".
3. Nêmesis / Nemesis (1989)[17] - Um romance autônomo vagamente conectado as série Robôs/Império/Fundação, ambientado nos primeiros dias das viagens interestelares.
4. As Cavernas de Aço / The Caves of Steel (1954) [18]- Primeira novela de R. Daneel Olivaw - Primeiro livro da Série Robôs.
5. O Sol Desvelado / The Naked Sun (1957) [10]- Segunda novela de R. Daneel Olivaw - Segundo livro da Série Robôs.
6. Os Robôs da Alvorada / The Robots of Dawn (1983) - Terceira novela de R. Daneel Olivaw - Terceiro livro da Série Robôs.
7. Robôs e Império / Robots and Empire (1985) - Quarta novela de R. Daneel Olivaw - Quarto livro da Série Robôs.
8. As Correntes do Espaço / The Currents of Space (1952) - Primeiro romance da Série Império.
9. Poeira de Estrelas / The Stars, Like Dust (1951) - Segundo romance da Série Império.
10. Pedra no Céu / Pebble in the Sky (1950) - Terceiro romance da Série Império.
11. Prelúdio a Fundação / Prelude to Foundation (1988) -Primeiro romance da Série Fundação.
12. Origens da Fundação / Forward the Foundation (1993) - Segundo romance da Série Fundação.
13. Fundação / Foundation (1951) - Terceiro romance da Série Fundação.
14. Fundação e Império / Foundation and Empire (1952) - Quarto romance da Série Fundação.
15. Segunda Fundação / Second Foundation (1953) - Quinto romance da Série Fundação.
16. Limites da Fundação / Foundation's Edge (1982) - Sexto romance da Série Fundação.
17. Fundação e Terra / Foundation and Earth (1986) - Sétimo romance da Série Fundação.
18. O Fim da Eternidade / The End of Eternity (1955)[19] - Um romance autônomo vagamente conectado à série Robôs/Império/Fundação, sobre uma organização que altera o tempo.